# Virtus Eirene Ragusa
La Pol. Virtus Eirene Ragusa, conosciuta con l'abbinamento  Passalacqua Ragusa, è una squadra di pallacanestro femminile. Ha sede a Ragusa e gioca le sue gare interne al PalaMinardi.
Ha disputato undici stagioni in Serie A1 tra il 2013 e il 2024 e due stagioni in EuroCup Women.

## Storia
Nel 2003-04 arriva ottava nel girone siciliano di Serie B.
Nel 2007-08, la matricola Passalacqua Ragusa esordisce nel sottogirone D2 di Serie B d'Eccellenza contro la Pallacanestro San Filippo del Mela. Al termine della prima fase, la società iblea giunge al secondo posto e poi al quarto nella Poule Promozione Girone D.
Nel 2008-09, la Passalacqua Ragusa ha vinto sia la prima fase che la Poule Promozione, ma ai play-off non è stata altrettanto brillante. Giunta in finale contro la Città Futura Roma, in gara-3 la squadra ragusana ha rischiato la sconfitta, arrivando anche al 33-48 per le romane, ma ad otto secondi dalla fine la Linguaglossa segna i due tiri liberi che fanno vincere l'incontro alla sua squadra e ad ottenere la promozione in Serie A2.
Nella stagione 2012-13 la Passalacqua Ragusa riesce ad ottenere la promozione in Serie A1, vincendo a Battipaglia 60 a 48, con tre giornate di anticipo; è poi finalista della Coppa Italia di categoria, sconfitta da Venezia.
Nella prima stagione di serie A1, sotto la guida del coach Molino, termina il campionato in seconda posizione, e, dopo aver sconfitto Umbertide in semifinale di play-off, si gioca lo scudetto contro il Famila Schio. Dopo una lunga serie, giocata fino in fondo, deve cedere lo scudetto alla formazione veneta in gara-5, conclusasi con il punteggio di 68-54. La Passalaqua, dopo aver condotto i primi due quarti di gioco, arrivando ad un massimo vantaggio di 11 punti, dopo l'intervallo lungo, non continua con lo stesso ritmo, e a seguito di numerosi parziali a favore delle avversarie, si vede costretta a cedere la finale e lo scudetto, nelle mani del Famila Wuber Schio.
Nella stagione 2014-15, in serie A1, ancora sotto la guida del coach Molino, ribadisce la seconda posizione in campionato, arriva in finale di play-off ancora una volta contro il Famila Schio. La serie arriva a gara-5, partita condotta sempre in vantaggio, ma ribaltata dal Famila Schio nell'ultimo miinuto di gioco e conclusasi con il punteggio finale di 69-66.
È finalista di Coppa Italia, sconfitta dal Famila Schio.
Nella stagione 2015-2016 partecipa alla Supercoppa italiana ma viene sconfitta dal Famila Schio. Sotto la guida del nuovo coach Gianni Lambruschi, subentrato a Molino, vince la Coppa Italia battendo il Famila Schio 67-70, aggiudicandosi così il primo trofeo della sua storia. In campionato arriva terza in regular season e ai play-off viene eliminata in semifinale dal Famila Schio (2-1 sulla serie).
Nella stagione 2018-19, in serie A1, ancora sotto la guida del coach Recupido, arriva terza in regular season, arriva in finale di play-off ancora una volta contro il Famila Schio e perde nuovamente (3-1 sulla serie).
Il 3 marzo 2019 a San Martino di Lupari vince la sua seconda Coppa Italia battendo 77 a 61 il Geas Sesto San Giovanni (neopromosso in quella stagione).
Nell'estate 2024, la Virtus Eirene Ragusa richiede il riposizionamento in Serie A2, lasciando la massima serie dopo 11 campionati. La panchina della squadra è affidata a Mara Buzzanca.

## Cronistoria
| Cronistoria della Virtus Eirene Ragusa |
| --- |
| - ? · fondazione della Virtus Eirene Ragusa. - 1993-1994 · 1ª in Promozione ragusana, vince lo spareggio, promossa in Serie C. - 1994-1995 · 7ª in Serie C siciliana orientale, ripescata in Serie B. - 1995-1996 · 2ª in Poule Salvezza di Serie B siciliana. - 1996-1997 · 7ª in Poule Salvezza di Serie B siciliana, retrocessa in Serie C. - 1997-1998 · attività giovanile. - 1998-1999 · 2ª nel Girone di Serie C siciliana orientale. - 1999-2000 · 2ª nel Girone di Serie C siciliana orientale, semifinale dei play-off. - 2000-2001 · 2ª in Serie C siciliana orientale. - 2001-2002 · 4ª nel Girone B di Serie C siciliana. - 2002-2003 · 2ª in Serie C siciliana, ripescata in Serie B. - 2003-2004 · Medi Invest, 8ª nel Girone A di Serie B siciliana. - 2004-2005 · Medi Invest, 9ª in Serie B siciliana. - 2005-2006 · Medi Invest, 11ª in Serie B siciliana. - 2006-2007 · Medi Invest, 1ª nel Girone B di Serie B siciliana, vince i play-off, promossa in Serie B d'Eccellenza. - 2007-2008 · Passalacqua, 2ª nel Sottogirone D2 di Serie B d'Eccellenza, 4ª nel Girone D della Poule Promozione. - 2008-2009 · Passalacqua, 1ª nel Sottogirone D1 di Serie B d'Eccellenza, 1ª nel Girone D della Poule Promozione, vince i play-off, promossa in Serie A2. - 2009-2010 · Passalacqua, 11ª nel Girone Sud di Serie A2, ottavi dei play-off. - 2010-2011 · Passalacqua, 4ª nel Girone Sud di Serie A2, semifinale dei play-off. - 2011-2012 · Passalacqua, 2ª nel Girone Sud di Serie A2, semifinale dei play-off. - 2012-2013 · Passalacqua, 1ª nel Girone Sud di Serie A2, promossa in Serie A1 Finalista in Coppa Italia di Serie A2. - 2013-2014 · Passalacqua Trasporti, 2ª in Serie A1, finalista dei play-off. Semifinalista in Coppa Italia. - 2014-2015 · Passalacqua Trasporti, 2ª in Serie A1, finalista dei play-off. Finalista della Coppa Italia. - 2015-2016 · Passalacqua Trasporti, 3ª in Serie A1, semifinalista play-off. Vincitrice della Coppa Italia (1º titolo). Finale di Supercoppa italiana. - 2016-2017 · Passalacqua Trasporti, 5ª in Serie A1, semifinalista play-off. Semifinalista in Coppa Italia. Finalista della Supercoppa italiana. Ottavi di finale in EuroCup. - 2017-2018 · Passalacqua Trasporti, 2ª in Serie A1, finalista dei play-off. Ottavi di finale in EuroCup. - 2018-2019 · Passalacqua Trasporti, 3ª in Serie A1, finalista dei play-off. Vincitrice della Coppa Italia (2º titolo). Finalista della Supercoppa italiana. - 2019-2020 · Passalacqua Trasporti, in Serie A1 (campionato interrotto) Semifinalista della Supercoppa italiana. - 2020-2021 · Passalacqua Trasporti, 3ª in Serie A1, semifinalista play-off. Semifinalista in Coppa Italia. Semifinalista della Supercoppa italiana. - 2021-2022 · Passalacqua Trasporti, 5ª in Serie A1, semifinalista play-off. Quarti di finale in Coppa Italia. Semifinalista della Supercoppa italiana. - 2022-2023 · Passalacqua Trasporti, 5ª in Serie A1, semifinalista play-off. Quarti di finale in Coppa Italia. - 2023-2024 · Passalacqua Trasporti, 6ª in Serie A1, semifinalista play-off, ammessa in Serie A2 dopo la richiesta di riposizionamento. Semifinalista in Coppa Italia. - 2024-2025 · Passalacqua, 3ª nel Girone B di Serie A2, quarti di finale play-off. |

## Allenatori
- 2007-2009  Aldo Leggio
- 2009-2010  Aldo Leggio
 Emanuele Sgarlata (da dic. 2009)
- 2010-2011  Massimo Romano
 Tony Valentinetti (da feb. 2011)
- 2011-2012  Marco Savini
- 2012-2015  Nino Molino
- 2015-2016  Nino Molino
 Gianni Lambruschi (da feb. 2016)
- 2016-2017  Gianni Lambruschi
 Gianni Recupido (da gen. 2017)
- 2017-2022  Gianni Recupido
- 2022  Mirco Diamanti
 Giuseppe Caboni(int.)
- 2022-2024  Lino Lardo (da nov. 2022)
- 2024-  Mara Buzzanca

## Palmarès
- Coppa Italia: 2

2016, 2019

## Statistiche e record

### Partecipazione ai campionati
| Livello | Categoria            | Partecipazioni | Debutto   | Ultima stagione |
| ------- | -------------------- | -------------- | --------- | --------------- |
| 1º      | Serie A1             | 11             | 2013-2014 | 2023-2024       |
| 2º      | Serie A2             | 5              | 2009-2010 | 2024-2025       |
| 3º      | Serie B d'Eccellenza | 2              | 2007-2008 | 2008-2009       |